# Alba (estil trobadoresc)
L'alba és un gènere trobadoresc que descriu el disgust dels amants, que havent passat la nit junts, han de separar-se al matí per por a ser sorpresos pel marit (gilós) o els lauzengiers. Intervé també en aquesta composició el personatge del gaita ("guaita") que és l'amic que ha romàs vigilant i que s'encarrega d'avisar que, en fer-se clar, ha arribat l'hora de la separació; de vegades els amants s'enfaden amb ell perquè els avisa abans d'hora, ja que diuen que no ha dormit i té ganes de deixar la vigilància.
Segons Riquer, es conserven nou albes en la poesia trobadoresca.
L'alba que reproduïm a continuació no és habitual quant a l'estrofisme. Es tracta d'una composició d'autor anònim i d'una sola estrofa que condensa perfectament i delicadament el contingut que en altres poesies ocupa molts més versos: les sensacions del cavaller i de la dama abans de separar-se.
| I Quan lo rosinhols escria ab sa part la nueg e.l dia, yeu suy ab ma bell'amia jos la flor, tro la gaita de la tor escria: "Drutz, al levar! Qu'ieu vey l'alba e.l jorn clar." | I Quan el rossinyol refila amb sa parella de nit i de dia jo estic amb ma bella amiga sota la flor, fins que el guaita de la torre crida: "Amants, a llevar-se! que jo veig l'alba i el dia clar." |